# Вытяжной шкаф
Вытяжной шкаф — лабораторное оборудование, представляющее собой закрытую камеру с вытяжной вентиляцией для работы с летучими вредными веществами. Согласно классификации вентиляционного оборудования является полуоткрытым местным отсосом, предназначенным для проведения технологических процессов в лабораторных условиях.
Шкаф оборудуется прозрачной передней стенкой и, как правило, подводкой воды, газа и электричества. Столешница шкафа выполняется из химически стойких материалов.
Удаление воздуха из шкафа в зависимости от вида проводимых в нём технологических операций может осуществляться гравитационным (естественным) или механическим способом. Количество воздуха, удаляемого из шкафа, определяется токсичностью образующихся вредных веществ и температурой внутри шкафа.